# Craterispermum grumileoides
Craterispermum grumileoides är en måreväxtart som beskrevs av Karl Moritz Schumann. Craterispermum grumileoides ingår i släktet Craterispermum och familjen måreväxter.
Artens utbredningsområde är Angola. Inga underarter finns listade i Catalogue of Life.